# Angélica Rubio
Angélica Rubio (Toreno, 1965) és una periodista espanyola, directora des de 2017 del diari digital El Plural.
Va ser assistent personal i de premsa de José Luis Rodríguez Zapatero des de 2004 i fins a l'any 2008. A partir de 2012 va estar vinculada a la Secretaria d'Estat de Comunicació.

## Trajectòria

### 1988-2000
Angélica Rubio va començar a desenvolupar la seva trajectòria a Ponferrada, i va iniciar la seva carrera el 1988 al setmanari Bierzo 7. Després d'això, va passar a ser columnista de La Crónica de León, rotatiu propietat del constructor lleonès José Martínez Núñez, pare de José Luis Martínez Parra, investigat en la trama Púnica i Gürtel. El 1989 també va col·laborar amb Radio Lugo i amb l'Agència Gallega de Notícies.
El 1991, va passar a ser directora de Radio Bierzo, emissora en la qual havia treballat en els seus primers temps com a professional. Posteriorment, va ser nomenada redactora-cap d'Informatius i de Programes en Radio León el 1992. A més, va ser corresponsal de l'agència EFE entre 1998 i el 2000.

### 2000-2020
L'any 2000, va entrar en l'equip de comunicació del PSOE fins que el 2004 va passar a ser assistent personal del president del Govern José Luis Rodríguez Zapatero i directora general de Coordinació Informativa de la Secretaria d'Estat de Comunicació, càrrec en el qual va estar fins a gener de 2012. Posteriorment, es va integrar en el periòdic digital El Plural, mitjà que va passar a dirigir el 2017 després de la jubilació d'Enric Sopena, fundador del mitjà.
El setembre de 2013, va iniciar la seva col·laboració amb el programa dirigit per Antonio García Ferreras Al rojo vivo del canal televisiu La Sexta. Durant l'any 2019 se la va poder veure com a tertuliana d'informació política en el programa del mateix canal, La Sexta noche, al costat de periodistes com Francisco Marhuenda, director del diari La Razón.
Durant els dies 14 i 15 de març de 2019 va protagonitzar al costat de Francisco Marhuenda la clausura de la XX edició del Congrés de Periodisme Digital. Aquesta cerimònia va tenir lloc a Osca, organitzada per l'Associació de Periodistes d'Aragó i l'Ajuntament d'Osca. Aquell mateix any, el 4 d'octubre, va presentar a l'edifici EMMA de Madrid la gala dels II Premis Carmen Chacón.